# トリテトラコンタン
| トリテトラコンタン | トリテトラコンタン  |
| ------------------ | ------------------- |
| CH3(CH2)41CH3      |                     |
| IUPAC名            | トリテトラコンタン  |
| 分子式             | C43H88              |
| 分子量             | 605.158813          |
| CAS登録番号        | 7098-21-7           |
| 密度と相           | 0.82 (g/cm3) g/cm3, |
| 沸点               | 541.908 °C          |

トリテトラコンタン (Tritetracontane) とは、直鎖状のアルカンの1種。炭素原子が43個、分岐することなく一列に連なっている。分子式はC43H88。分子量は605.158813 (Da)。モル体積は738.326 (cm3/mol)。引火点は438.165 (℃)。表面張力は31.0520000457764 (dyne/cm)。分極率は79.787×10-24 (cm3)。密度は0.82 (g/cm3)。気化熱は78.919 (kJ/mol)。蒸気圧は25℃において0 (mmHg)。沸点は760mmHgにおいて541.908 (℃)。